# The Plague Within
The Plague Within četrnaesti je studijski album britanskog gothic metal-sastava Paradise Lost. Diskografska kuća Century Media Records objavila ga je 1. lipnja 2015.

## Popis pjesama
Tekstovi: Nick Holmes, glazba: Gregor Mackintosh.
| 1.    | »No Hope in Sight«        | 4:50 |
| 2.    | »Terminal«                | 4:27 |
| 3.    | »An Eternity of Lies«     | 5:56 |
| 4.    | »Punishment Through Time« | 5:12 |
| 5.    | »Beneath Broken Earth«    | 6:08 |
| 6.    | »Sacrifice the Flame«     | 4:40 |
| 7.    | »Victim of the Past«      | 4:27 |
| 8.    | »Flesh from Bone«         | 4:18 |
| 9.    | »Cry Out«                 | 4:29 |
| 10.   | »Return to the Sun«       | 5:43 |
| 50:10 |                           |      |

| 11. | »Victim of the Past« (orkestralna verzija) | 5:13 |

## Zasluge
Paradise Lost
- Steve Edmondson – bas-gitara
- Greg Mackintosh – solo-gitara, ritam gitara
- Aaron Aedy – ritamgitara
- Nick Holmes – vokal
- Adrian Erlandsson – bubnjevi

Dodatni glazbenici
- Liam Byrne – Viola da gamba (na 3., 6. i 7. pjesmi)
- Daniel Quill – violina (na 3., 6. i 7. pjesmi)
- Heather – vokal

Ostalo osoblje
- Jaime Gomez Arellano – produkcija, snimanje, miks, mastering
- Ester Segarra – fotografije
- Media Logistics – umjetnički direktor
- Zbigniew Bielak – grafički dizajn